# Cidaria distinctata
Cidaria distinctata är en fjärilsart som beskrevs av Otto Staudinger 1892. Cidaria distinctata ingår i släktet Cidaria och familjen mätare. Inga underarter finns listade i Catalogue of Life.